# Pussay
Pussay (prononcé [pysɛ] ) est une commune française située à soixante-deux kilomètres au sud-ouest de Paris dans le département de l'Essonne en région Île-de-France.
Ses habitants sont appelés les Pussayens.

## Géographie

### Situation
| Type d’occupation           | Pourcentage | Superficie (en hectares) |
| --------------------------- | ----------- | ------------------------ |
| Espace urbain construit     | 5,3 %       | 61,56                    |
| Espace urbain non construit | 2,2 %       | 25,44                    |
| Espace rural                | 92,4 %      | 1 064,28                 |
| Source : Iaurif             |             |                          |

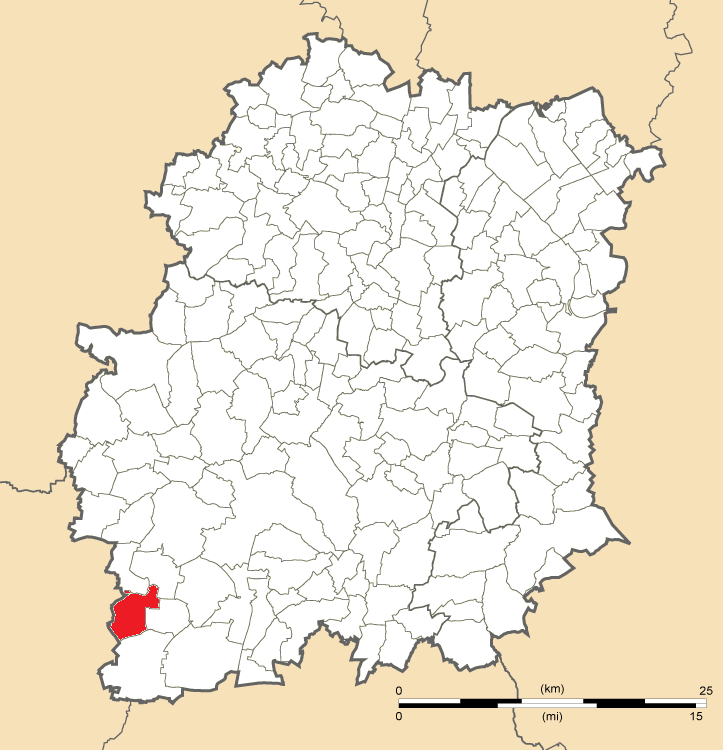
Position de Pussay en Essonne.

Pussay est située à soixante-deux kilomètres au sud-ouest de Paris-Notre-Dame, point zéro des routes de France, quarante-six kilomètres au sud-ouest d'Évry, quinze kilomètres au sud-ouest d'Étampes, vingt kilomètres au sud de Dourdan, trente kilomètres au sud de La Ferté-Alais, trente-trois kilomètres au sud-ouest d'Arpajon, trente-cinq kilomètres au sud-ouest de Milly-la-Forêt, trente-huit kilomètres au sud-ouest de Montlhéry, quarante-quatre kilomètres au sud-ouest de Palaiseau, quarante-six kilomètres au sud-ouest de Corbeil-Essonnes. Frontalière de l'Eure-et-Loir, la commune est en outre située à trente-neuf kilomètres au sud-est de Chartres.

### Climat
Pour des articles plus généraux, voir Climat de l'Île-de-France et Climat de l'Essonne.
En 2010, le climat de la commune est de type climat océanique dégradé des plaines du Centre et du Nord, selon une étude du CNRS s'appuyant sur une série de données couvrant la période 1971-2000. En 2020, Météo-France publie une typologie des climats de la France métropolitaine dans laquelle la commune est exposée à un climat océanique altéré et est dans la région climatique Sud-ouest du bassin Parisien, caractérisée par une faible pluviométrie, notamment au printemps (120 à 150 mm) et un hiver froid (3,5 °C). 
Pour la période 1971-2000, la température annuelle moyenne est de 10,6 °C, avec une amplitude thermique annuelle de 14,9 °C. Le cumul annuel moyen de précipitations est de 642 mm, avec 10,8 jours de précipitations en janvier et 7,6 jours en juillet. Pour la période 1991-2020, la température moyenne annuelle observée sur la station météorologique la plus proche, située sur la commune de Sainville à 11 km à vol d'oiseau, est de 11,3 °C et le cumul annuel moyen de précipitations est de 655,5 mm,. Pour l'avenir, les paramètres climatiques de la commune estimés pour 2050 selon différents scénarios d'émission de gaz à effet de serre sont consultables sur un site dédié publié par Météo-France en novembre 2022.

## Urbanisme

### Typologie
Au 1er janvier 2024, Pussay est catégorisée bourg rural, selon la nouvelle grille communale de densité à sept niveaux définie par l'Insee en 2022.
Elle appartient à l'unité urbaine de Pussay, une unité urbaine monocommunale constituant une ville isolée,. Par ailleurs la commune fait partie de l'aire d'attraction de Paris, dont elle est une commune de la couronne,. Cette aire regroupe 1 929 communes,.

## Toponymie
Puceium au XIIIe siècle, Pucei.
La commune fut créée en 1793 avec son nom actuel.

## Histoire
Le village serait d'origine fort lointaine, comme en témoignent certaines traces néolithiques (silex polis et taillés) et mégalithiques (le dolmen de Thionville).
Gaulois et Mérovingiens y auraient séjourné (cimetière sur la colline de Granville).
Pussay aurait également appartenu à un Romain (Pudicius ou Pullicius).
Le village était alors traversé par une voie romaine allant de Paris à Blois par Étampes.
Le village est situé en plein cœur de la Beauce, véritable « grenier à blé » de Paris.
Ce petit village a vécu au rythme de l'histoire de France : le règne de Charlemagne, la puissance des Capétiens, l'essor du XIIe siècle, la guerre de Cent Ans.
C'est à cette époque (1433) que pour la première fois la seigneurie de Pussay est citée en la personne de Guillaume de Languedoue. De très ancienne noblesse, cette famille demeurera à Pussay jusqu'à la Révolution.
En novembre 1793, Pierre-Paul Dujoncquoy, fabricant de bas, est élu maire de la commune.
L'ère des seigneurs prend fin et celle des manufacturiers commence.
Pussay deviendra un village dont la prospérité était due au siècle dernier à l'industrie de la laine. Les établissements A. Brinon fils (1796-1953) qui comptaient 478 emplois à leur fermeture comportaient deux activités très différentes : le textile cardé et une cordonnerie.

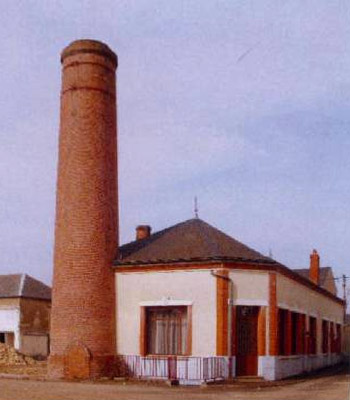
usine centre pussayenne

## Population et société

### Démographie

#### Évolution démographique
L'évolution du nombre d'habitants est connue à travers les recensements de la population effectués dans la commune depuis 1793. Pour les communes de moins de 10 000 habitants, une enquête de recensement portant sur toute la population est réalisée tous les cinq ans, les populations de référence des années intermédiaires étant quant à elles estimées par interpolation ou extrapolation. Pour la commune, le premier recensement exhaustif entrant dans le cadre du nouveau dispositif a été réalisé en 2004.

En 2022, la commune comptait 2 182 habitants, en évolution de −3,02 % par rapport à 2016 (Essonne : +2,89 %, France hors Mayotte : +2,11 %).
| 1793 | 1800 | 1806 | 1821 | 1831 | 1836 | 1841 | 1846 | 1851 |
| ---- | ---- | ---- | ---- | ---- | ---- | ---- | ---- | ---- |
| 640  | 660  | 626  | 701  | 942  | 952  | 921  | 972  | 992  |

| 1856  | 1861  | 1866  | 1872  | 1876  | 1881  | 1886  | 1891  | 1896  |
| ----- | ----- | ----- | ----- | ----- | ----- | ----- | ----- | ----- |
| 1 050 | 1 093 | 1 077 | 1 118 | 1 168 | 1 246 | 1 225 | 1 380 | 2 103 |

| 1901  | 1906  | 1911  | 1921  | 1926  | 1931  | 1936  | 1946  | 1954  |
| ----- | ----- | ----- | ----- | ----- | ----- | ----- | ----- | ----- |
| 2 101 | 2 196 | 2 012 | 1 865 | 1 794 | 1 835 | 1 820 | 1 641 | 1 645 |

| 1962  | 1968  | 1975  | 1982  | 1990  | 1999  | 2004  | 2006  | 2009  |
| ----- | ----- | ----- | ----- | ----- | ----- | ----- | ----- | ----- |
| 1 637 | 1 600 | 1 538 | 1 436 | 1 494 | 1 726 | 1 730 | 1 733 | 1 904 |

| 2014  | 2019  | 2022  | - | - | - | - | - | - |
| ----- | ----- | ----- | - | - | - | - | - | - |
| 2 064 | 2 106 | 2 182 | - | - | - | - | - | - |

#### Pyramide des âges
En 2018, le taux de personnes d'un âge inférieur à 30 ans s'élève à 37,8 %, soit en dessous de la moyenne départementale (39,9 %). À l'inverse, le taux de personnes d'âge supérieur à 60 ans est de 21,6 % la même année, alors qu'il est de 20,1 % au niveau départemental.
En 2018, la commune comptait 1 079 hommes pour 1 074 femmes, soit un taux de 50,12 % d'hommes, légèrement supérieur au taux départemental (48,98 %).
Les pyramides des âges de la commune et du département s'établissent comme suit.
| Hommes | Classe d’âge | Femmes |
| ------ | ------------ | ------ |
| 1,2    | 90 ou +      | 4,0    |
| 4,9    | 75-89 ans    | 8,5    |
| 12,2   | 60-74 ans    | 12,3   |
| 23,4   | 45-59 ans    | 19,9   |
| 18,2   | 30-44 ans    | 19,8   |
| 18,1   | 15-29 ans    | 17,7   |
| 21,9   | 0-14 ans     | 17,8   |

| Hommes | Classe d’âge | Femmes |
| ------ | ------------ | ------ |
| 0,5    | 90 ou +      | 1,4    |
| 5,4    | 75-89 ans    | 7,2    |
| 12,9   | 60-74 ans    | 13,9   |
| 20     | 45-59 ans    | 19,4   |
| 19,9   | 30-44 ans    | 20,1   |
| 20     | 15-29 ans    | 18,2   |
| 21,3   | 0-14 ans     | 19,8   |

## Politique et administration

### Politique locale
La commune de Pussay est rattachée au canton d'Étampes, représenté par les conseillers départementaux Marie-Claire Chambaret (DVD) et Guy Crosnier (UMP), à l'arrondissement d’Étampes et à la deuxième circonscription de l'Essonne, représentée par le député Franck Marlin (UMP).
L'Insee attribue à la commune le code 91 1 17 511. La commune de Pussay est enregistrée au répertoire des entreprises sous le code SIREN 219 105 111. Son activité est enregistrée sous le code APE 8411Z.

### Tendances et résultats politiques
Élections présidentielles, résultats des deuxièmes tours :
- Élection présidentielle de 2002 : 76,89 % pour Jacques Chirac (RPR), 23,11 % pour Jean-Marie Le Pen (FN), 84,91 % de participation[38].
- Élection présidentielle de 2007 : 57,10 % pour Nicolas Sarkozy (UMP), 42,90 % pour Ségolène Royal (PS), 85,73 % de participation[39].
- Élection présidentielle de 2012 : 52,75 % pour Nicolas Sarkozy (UMP), 47,25 % pour François Hollande (PS), 80,68 % de participation[40].

Élections législatives, résultats des deuxièmes tours :
- Élections législatives de 2002 : 63,00 % pour Franck Marlin (UMP), 37,00 % pour Gérard Lefranc (PCF), 61,99 % de participation[41].
- Élections législatives de 2007 : 53,60 % pour Franck Marlin (UMP) élu au premier tour, 13,11 % pour Laurence Auffret-Deme (PCF), 64,41 % de participation[42].
- Élections législatives de 2012 : 55,50 % pour Franck Marlin (UMP), 44,50 % pour Béatrice Pèrié (PS), 53,30 % de participation[43].

Élections européennes, résultats des deux meilleurs scores :
- Élections européennes de 2004 : 18,66 % pour Harlem Désir (PS), 15,72 % pour Patrick Gaubert (UMP), 46,26 % de participation[44].
- Élections européennes de 2009 : 26,92 % pour Michel Barnier (UMP), 14,34 % pour Harlem Désir (PS), 42,16 % de participation[45].

Élections régionales, résultats des deux meilleurs scores :
- Élections régionales de 2004 : 43,35 % pour Jean-Paul Huchon (PS), 35,39 % pour Jean-François Copé (UMP), 68,99 % de participation[46].
- Élections régionales de 2010 : 59,51 % pour Jean-Paul Huchon (PS), 40,49 % pour Valérie Pécresse (UMP), 48,40 % de participation[47].

Élections cantonales, résultats des deuxièmes tours :
- Élections cantonales de 2004 : 54,16 % pour Patrice Chauveau (PCF), 45,84 % pour Franck Marlin (UMP), 69,07 % de participation[48].
- Élections cantonales de 2011 : 62,37 % pour Guy Crosnier (UMP), 37,63 % pour Jacques Met (FN), 43,21 % de participation[49].

Élections municipales, résultats des deuxièmes tours :
- Élections municipales de 2001 : données manquantes.
- Élections municipales de 2008 : 376 voix pour Guy Baranton (?), 372 voix pour Alain Gauthier (?), 61,92 % de participation[50].

Référendums :
- Référendum de 2000 relatif au quinquennat présidentiel : 72,13 % pour le Oui, 27,87 % pour le Non, 31,73 % de participation[51].
- Référendum de 2005 relatif au traité établissant une Constitution pour l'Europe : 62,02 % pour le Non, 37,98 % pour le Oui, 73,29 % de participation[52].

### Enseignement
Les élèves de Pussay sont rattachés à l'académie de Versailles. Elle dispose de l'école maternelle Pauline-Kergomard et des écoles élémentaires Frédéric-Joliot-Curie.

### Santé
La commune dispose sur son territoire de l'établissement d'hébergement pour personnes âgées dépendantes le Centenaire.

### Services publics
La commune dispose sur son territoire d'un centre de première intervention des sapeurs-pompiers et d'une agence postale.

## Vie quotidienne à Pussay

### Culture
En juin 2010 et 2011, l'association Oysonvilloise « l'Atelier des Fleurs du Calvaire » a joué dans une ferme de Pussay un spectacle historique écrit et mise en scène par Michel Laurent. Un son et lumière de nuit crée et réalisé de A à Z par les bénévoles dont le titre est Beau François et le Trésor de la Bande d'orgères.

### Sports
La ville de Pussay offre de nombreux sports notamment un club de karaté créé en 1995 par Bruno Pasquet ; d'autres sports sont proposés comme le tennis, ou encore le football où la ville de Pussay s'est associée à celle d'Angerville (91) pour créer le CS Angerville Pussay (CSAP)

### Lieux de culte

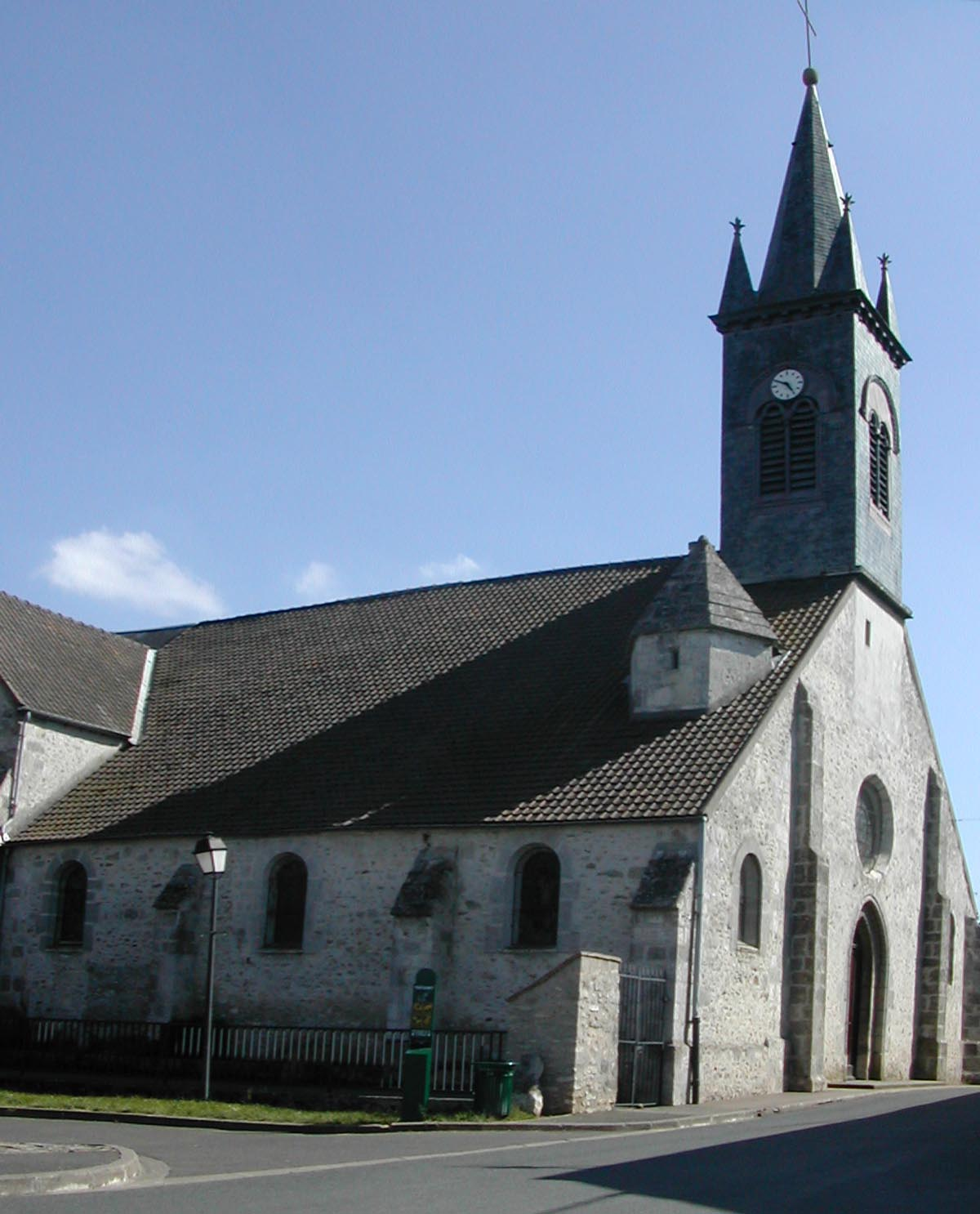
L'église Saint-Vincent-et-Saint-Rémi.

La paroisse catholique de Pussay est rattachée au secteur pastoral de Saint-Michel-de-Beauce-Étampes et au diocèse d'Évry-Corbeil-Essonnes. Elle dispose de l'église Saint-Vincent-et-Saint-Rémi.

### Médias
L'hebdomadaire Le Républicain relate les informations locales. La commune est en outre dans le bassin d'émission des chaînes de télévision France 3 Paris Île-de-France Centre, IDF1 et Téléssonne intégré à Télif.

## Économie
Le premier permis de construire d'éoliennes d'Île-de-France est accordé à Pussay. Lancé en 2005, le permis de construire de trois éoliennes a été signé début avril 2008 par le préfet de l’Essonne.
Ce village devient donc la première commune d'Île-de-France à accueillir sur son territoire des éoliennes. En réalité, ces trois éoliennes pussayennes ont cinq sœurs jumelles (situées en Eure-et-Loir), car c’est bien huit éoliennes qui vont constituer le site des Gargouilles.
Mais ce site fait partie d’un ensemble et c’est en fait seize éoliennes au total qui vont être installées avec leurs huit autres cousines du site le Grand Camps, situées sur le même axe plus au nord en Eure-et-Loir, au sud de Oysonville.

### Emplois, revenus et niveau de vie
En 2006, le revenu fiscal médian par ménage était de 18 450 €, ce qui plaçait la commune au 6 239e rang parmi les 30 687 communes de plus de cinquante ménages que compte le pays et au 175e rang départemental.
| Répartition des emplois par catégories socioprofessionnelles en 2006. |              |                                           |                                                   |                            |                          |                           |
|                                                                       | Agriculteurs | Artisans, commerçants, chefs d’entreprise | Cadres et professions intellectuelles supérieures | Professions intermédiaires | Employés                 | Ouvriers                  |
| Pussay                                                                | -            | -                                         | -                                                 | -                          | -                        | -                         |
| Zone d’emploi d’Étampes                                               | 1,8 %        | 6,2 %                                     | 15,1 %                                            | 24,9 %                     | 27,2 %                   | 24,8 %                    |
| Moyenne nationale                                                     | 2,2 %        | 6,0 %                                     | 15,4 %                                            | 24,6 %                     | 28,7 %                   | 23,2 %                    |
| Répartition des emplois par secteurs d’activités en 2006.             |              |                                           |                                                   |                            |                          |                           |
|                                                                       | Agriculture  | Industrie                                 | Construction                                      | Commerce                   | Services aux entreprises | Services aux particuliers |
| Pussay                                                                | -            | -                                         | -                                                 | -                          | -                        | -                         |
| Zone d’emploi d’Étampes                                               | 2,9 %        | 16,1 %                                    | 6,7 %                                             | 14,8 %                     | 9,2 %                    | 5,8 %                     |
| Moyenne nationale                                                     | 3,5 %        | 15,2 %                                    | 6,4 %                                             | 13,3 %                     | 13,3 %                   | 7,6 %                     |
| Sources : Insee,                                                      |              |                                           |                                                   |                            |                          |                           |

## Culture locale et patrimoine

### Patrimoine environnemental
Les bosquets boisés au nord du territoire ont été recensés au titre des espaces naturels sensibles par le conseil départemental de l'Essonne.

### Lieux et monuments
- Le château

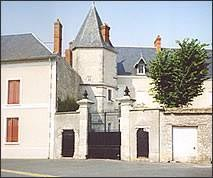
Chateau de Pussay.

Aujourd'hui ne subsistent plus que la moitié du château et une seule des quatre tours rondes. Cette demeure seigneuriale de l'époque médiévale, était autrefois un château fort à quatre tours rondes, entouré de plusieurs bâtiments formant deux fermes. Le château fort complétait le système de défense de Pussay autorisé par François Ier en 1546.
En 1703, François de Languedoue et sa femme, Hélène de Compans-Becquet, ont trois filles.
En 1809 la demeure se composait d'un bâtiment d'habitation couvert en ardoise, d'un premier étage et de greniers. Deux tours d'angle étaient encore debout à cette époque.
Aujourd'hui, seule une tour ronde située à l'angle Nord subsiste ainsi que la tour hexagonale rajoutée à la Renaissance. L'ensemble apparaît derrière une grille principale ouvragée à pilastres ornementés flanqués de deux grilles plus petites surmontées d'ouvertures à tympan triangulaire.
- La Bastille

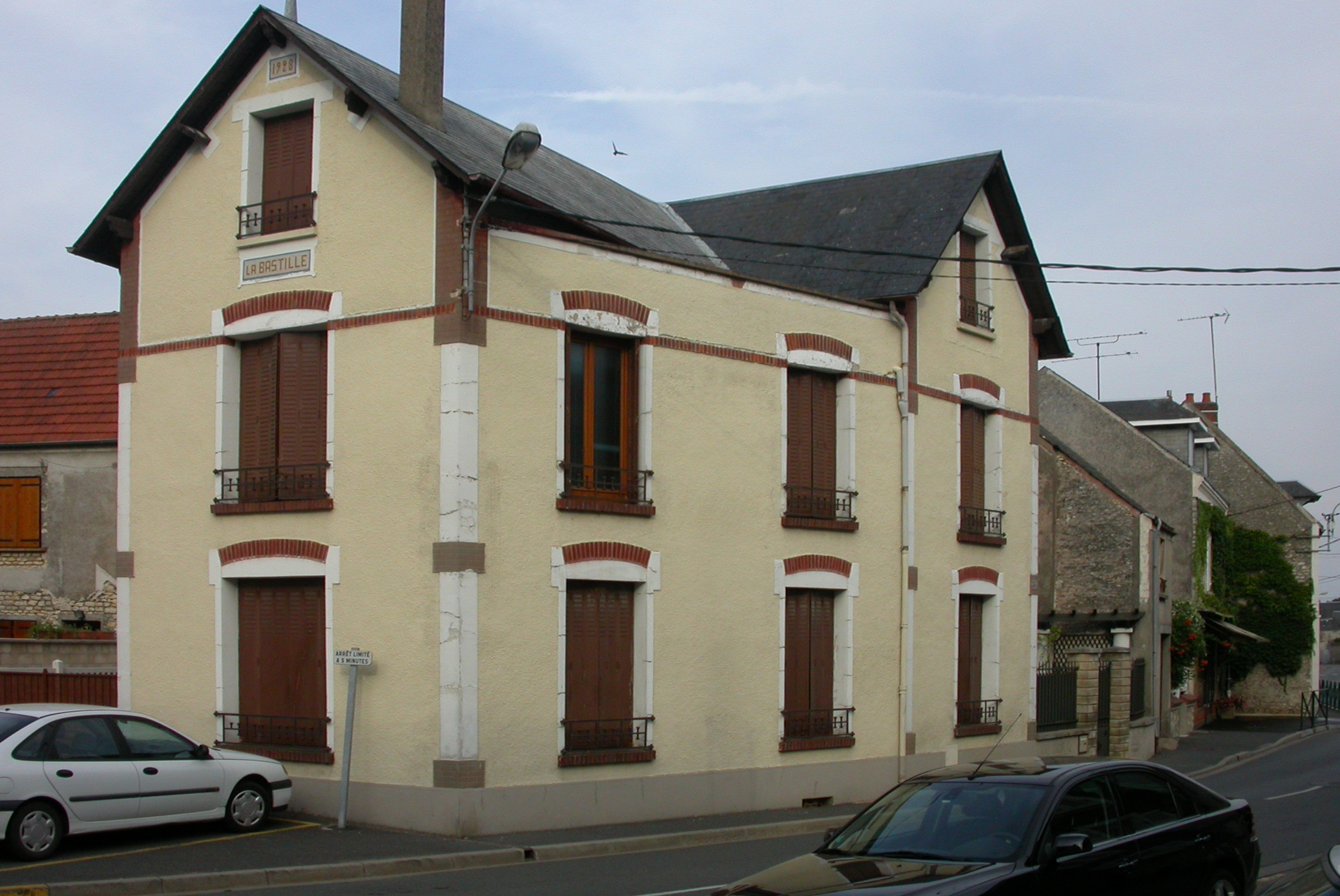
Maison La Bastille à Pussay.

À droite du château est présente une maison du début du XIXe, bien connue des organisateurs de rallye automobile, nommée "La Bastille".

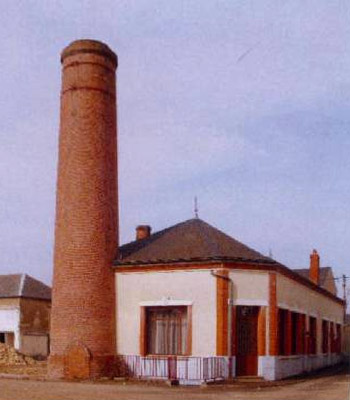
Cheminée de l'usine Brinon.

- L'usine A. Brinon et la librairie de l'armée (ou plutôt les bâtiments dits de l'usine A. Brinon Fils et de la Librairie de l'Armée de Terre)

L'usine avait été reconstruite dans les années 1880 ainsi que dans les années 1920, hors des murs de Pussay, par Adolphe Brinon (1830-1911). Ce dernier s'était associé à la veuve du fondateur de l'entreprise, Louis Boyard, en 1856, afin de poursuivre et de faire prospérer l'exploitation de la manufacture de bas et chaussons de laine qui avait été créée en 1796.
À l'époque on circulait en sabots car les rues n'étaient pas encore pavées et il était d'usage de chausser les sabots avec des chaussons. Cette activité occupa jusqu'à 600 personnes (en 1880).
La production évolua vers la fabrication de chaussures et se diversifia en abordant une activité textile. L'usine ferma ses portes en 1953. Les bâtiments qui subsistent, dont la cheminée en brique qui fut réduite d'un tiers, sont les témoins et les derniers vestiges de l'ancienne usine Brinon qui a assuré la prospérité de Pussay durant l'ère industrielle.
Racheté par les domaines, le site a servi ensuite d'entrepôt pour le matériel de transmission rapatrié d'Indochine avant de devenir librairie de l'armée de terre (LAT). Implantée à Pussay en 1973 dans les bâtiments de l'ancienne usine de chaussons, la librairie de l'armée de terre, a pour mission de distribuer, aux forces françaises du monde entier, la littérature militaire ainsi que la documentation technique propres aux armes et matériels.
Elle a quitté Pussay en 2000 lors de la restructuration des armées et a été transférée à Saint-Étienne sur une période de trois années.
La commune a racheté le site dont une partie est devenue une zone d'habitat tandis qu'une autre accueille une maison de retraite nommée Le Centenaire.
- L'église Saint-Vincent-Saint-Rémi, XIIe et XVIe siècles, clocher de 1710[62].

L'église est agrandie en 1863 : deux chapelles avec grandes fenêtres gothiques.
Dalle funéraire des seigneurs de Pussay.
L'un des seigneurs de Pussay, François de Languedoue, s'illustre à la bataille gagnée par le roi Charles IX dans la plaine de Saint-Denis en 1567. À sa mort en 1596, il est enterré dans l'église de Pussay.

### Personnalités liées à la commune
- Régis Ovion (1949-), coureur cycliste français y demeure.

### Héraldique
| Blason de Pussay | Blason  | D'argent à deux fasces de gueules accompagnées de huit coquilles de sable en orle. |
| Blason de Pussay | Détails |                                                                                    |

### Iconographie
Outre les photos disponibles dans la galerie Commons, un site internet spécialisé regroupe de nombreuses photos de Pussay.